# 愛敬尚史
愛敬 尚史（あいきょう ひさし、1976年12月4日 - ）は、大阪府高槻市出身の元プロ野球選手（投手）。右投右打。現在は東北楽天ゴールデンイーグルスのスカウト。

## 経歴

### プロ入り前
阿武野小学4年から野球を始め、中学時代はエースとして活躍し大阪府でベスト8に入る。金光第一高等学校時代は無名選手で、チームとしても府大会4回戦が最高の記録。このころサイドスローに転向する。
帝京大学時代は里崎智也とバッテリーを組む。1年生春季のリーグで6勝をあげ最優秀投手に選ばれる。1997年秋季リーグで首都大学リーグ優勝を経験。大学4年時には日本代表として世界選手権に出場。首都大学リーグ通算53試合登板、27勝19敗、防御率2.45。
1999年、松下電器に入社。同期入社には久保康友、大久保勝信がいる。同年の第70回都市対抗野球大会で若獅子賞を受賞。
2000年、日本選手権で優勝に貢献し、MVPに輝く。
2001年、ドラフト2位で大阪近鉄バファローズに入団した。

### 近鉄時代
2001年から30試合に登板して防御率1.67の好成績を残し、チームの優勝に大きく貢献し、9月24日の西武ライオンズ戦では、1球投げて勝利投手となっている。日本シリーズ第1戦にも中継ぎ登板を果たした。
梨田昌孝監督に右のワンポイントリリーフとして重宝され、2003年まで一軍戦力として活躍した。近鉄時代はショートリリーフ専門で、登板試合数がイニング数より多かったほどである。

### 楽天時代
2005年、球団合併に伴う分配ドラフトで東北楽天ゴールデンイーグルスへ移籍。しかし左打者に極端に打ち込まれ、防御率は7点台だった。
2006年はロングリリーフで意外な成功を収め、先発に転向。一時は後述のように「不敗神話」と度々メディアで取り上げられるも、初黒星を喫してからは4連敗と低迷し、再び中継ぎに降格。8月頃には二軍落ちし、再昇格はならなかった。この年5月11日の横浜ベイスターズ戦で先発し、石井琢朗に通算2000安打を打たれた。
2007年は一軍登板なし。二軍で15試合に登板し、防御率6.10。自身「最悪の1年です」と振り返ったシーズンとなった。2008年は2年連続で一軍登板なしに終わった。
2009年も一軍登板がなく、10月2日に戦力外通告を受けた。

### 引退後
2010年から日笠雅人に代わり楽天のジュニアコーチを3シーズン務めた。2013年からは楽天のスカウトに就任。担当した選手は辰己涼介、太田光、小深田大翔、黒川史陽。

## 選手としての特徴・人物
横手投げから140km/h前後の速球やスライダー、カーブ、シンカー、シュートと多彩な変化球を投げ込む。かつては左打者に極端に弱かったが、2006年はむしろ右打者よりも抑えた。
練習に熱心に取り組む姿勢が首脳陣から評価され、2007年の開幕前キャンプでは黄金ルーキーと評された田中将大の教育係に青山浩二と共に任命された。
野村克也監督から「愛嬌（愛敬）あって、運も持っている。素質はあるのだから後は度胸をつけろ」と言われたことがあったと言う。

### 不敗神話
2001年3月27日のプロ入り初登板から2006年5月11日まで、107試合に登板しながら1度も敗戦投手にならなかった。そのうち、2006年4月21日の104試合目まではすべて中継ぎでの登板。4月27日に先発として初登板し、勝利。続く5月4日、5月11日も先発登板し、勝利をあげる。
当時、東北楽天ゴールデンイーグルスの勝率は2割台と低く、このチーム状態で先発3連勝をあげたことは快挙と言える。特に、5月11日の横浜戦では、相手にリードを許した状態で代打を出されながら、チームはそのイニングに一挙6点を取って逆転し、愛敬は勝ち投手の権利を得ている。
しかし、108戦目となる5月17日のヤクルトスワローズ戦（フルキャストスタジアム宮城）で先発したものの、6回4失点と打ち込まれ、チームは1-6と惨敗。ついにプロ入り初黒星を喫した。「プロ入り107試合無敗」は当時のプロ野球歴代2位の記録であり、パ・リーグ最多記録である。
- また、初黒星を喫するまでに8勝（2001年に2勝、2002年に1勝、2003年に2勝、そして2006年の3勝）をあげており、プロ初登板後、無傷の8連勝ということになる。これは2015年にリック・バンデンハーク（ソフトバンク）が9連勝で塗り替えるまで[5]稲尾和久（西鉄）と並びこちらもパ・リーグ記録であった。
- 初黒星を喫した頃のインタビューでは、｢（不敗神話が途切れたことについて）それはどうでもいいこと｣と述べ、2006年の契約更改時のインタビューでは、負けがついてむしろほっとした、といったニュアンスのコメントを残している。

## 詳細情報

### 年度別投手成績
| 年 度     | 球 団     | 登 板 | 先 発 | 完 投 | 完 封 | 無 四 球 | 勝 利 | 敗 戦 | セ 丨 ブ | ホ 丨 ル ド | 勝 率 | 打 者 | 投 球 回 | 被 安 打 | 被 本 塁 打 | 与 四 球 | 敬 遠 | 与 死 球 | 奪 三 振 | 暴 投 | ボ 丨 ク | 失 点 | 自 責 点 | 防 御 率 | W H I P |
| --------- | --------- | ----- | ----- | ----- | ----- | -------- | ----- | ----- | -------- | ----------- | ----- | ----- | -------- | -------- | ----------- | -------- | ----- | -------- | -------- | ----- | -------- | ----- | -------- | -------- | ------- |
| 2001      | 近鉄      | 30    | 0     | 0     | 0     | 0        | 2     | 0     | 0        | --          | 1.000 | 130   | 32.1     | 27       | 2           | 11       | 0     | 1        | 15       | 0     | 0        | 6     | 6        | 1.67     | 1.18    |
| 2002      | 近鉄      | 18    | 0     | 0     | 0     | 0        | 1     | 0     | 0        | --          | 1.000 | 60    | 12.1     | 21       | 1           | 3        | 0     | 0        | 12       | 0     | 0        | 8     | 5        | 3.65     | 1.95    |
| 2003      | 近鉄      | 38    | 0     | 0     | 0     | 0        | 2     | 0     | 1        | --          | 1.000 | 140   | 34.2     | 30       | 5           | 9        | 2     | 2        | 15       | 0     | 0        | 16    | 16       | 4.15     | 1.13    |
| 2004      | 近鉄      | 1     | 0     | 0     | 0     | 0        | 0     | 0     | 0        | --          | ----  | 5     | 1.0      | 2        | 0           | 0        | 0     | 0        | 1        | 0     | 0        | 1     | 1        | 9.00     | 2.00    |
| 2005      | 楽天      | 16    | 0     | 0     | 0     | 0        | 0     | 0     | 0        | 1           | ----  | 81    | 16.0     | 27       | 2           | 6        | 1     | 2        | 10       | 0     | 0        | 14    | 14       | 7.88     | 2.06    |
| 2006      | 楽天      | 16    | 11    | 0     | 0     | 0        | 4     | 5     | 0        | 0           | .444  | 317   | 74.0     | 84       | 8           | 16       | 0     | 4        | 35       | 1     | 1        | 33    | 33       | 4.01     | 1.35    |
| 通算：6年 | 通算：6年 | 119   | 11    | 0     | 0     | 0        | 9     | 5     | 1        | 1           | .643  | 733   | 170.1    | 191      | 18          | 45       | 3     | 9        | 88       | 1     | 1        | 78    | 75       | 3.96     | 1.39    |

### 記録
- 初登板：2001年3月27日、対福岡ダイエーホークス1回戦（大阪ドーム）、7回表から4番手で救援登板、2回無失点
- 初奪三振：同上、8回表に鳥越裕介から
- 初勝利：2001年3月30日、対西武ライオンズ1回戦（西武ドーム）、5回裏2死から2番手で救援登板、2回1/3無失点
- 初セーブ：2003年9月20日、対西武ライオンズ26回戦（西武ドーム）、11回裏から5番手で救援登板、1回1失点
- 初ホールド：2005年6月12日、対広島東洋カープ6回戦（フルキャストスタジアム宮城）、5回表2死で2番手で救援登板、2/3回無失点
- 初先発・初先発勝利：2006年4月27日、対福岡ソフトバンクホークス6回戦（福岡Yahoo! JAPANドーム）、5回2/3を2失点
- 1球勝利投手：2001年9月24日、対西武ライオンズ28回戦（大阪ドーム）、9回表2死2・3塁で8番手で救援登板・完了、垣内哲也を三塁ゴロ　※史上15人目

### 背番号
- 22 （2001年 - 2009年）